# Wojna w Chorwacji
Wojna w Chorwacji (serb.-chorw. Rat u Hrvatskoj, w Chorwacji znana jako Domovinski rat) – tocząca się w latach 1991–1995 wojna domowa pomiędzy armią chorwacką i Armią Republiki Serbskiej Krajiny, która była wspierana przez Jugosłowiańską Armię Ludową (JNA). Do walk pomiędzy armią jugosłowiańską a jednostkami chorwackimi doszło również na południu kraju – od października 1991 do maja 1992 trwała blokada i ostrzał Dubrownika przez JNA. Określana bywa także jako agresja Serbii i Czarnogóry na Chorwację.

## Referendum
19 maja 1991 ponad 90% Chorwatów opowiedziało się za odłączeniem od Jugosławii i utworzeniem niepodległego państwa chorwackiego. Referendum zostało jednak zbojkotowane przez Serbów zamieszkałych na terenach objętych głosowaniem. Po plebiscycie większość Serbów, którzy nie pogodzili się z nową konstytucją Chorwacji, w której zostali zdegradowani z równouprawnionej ludności do mniejszości narodowej, opowiedziała się za odłączeniem od Chorwacji i pozostaniem przy Jugosławii.

## Mieszkańcy terenów objętych walkami
Według spisu statystycznego stworzonego na początku 1991, na terenie późniejszej Republiki Serbskiej Krajiny żyło ogółem ok. 470 tys. ludzi, z tego 246 tys. (59,7%) Serbów, 168 tys. (30,2%) Chorwatów i 56 tys. (10,1%) zaliczanych do innych narodowości.

## Przebieg wojny
W sierpniu 1991 Serbowie kontrolowali jedną trzecią terenów państwa chorwackiego. 19 grudnia 1991 proklamowali niepodległą Republikę Serbskiej Krajiny, która nie została jednak uznana przez większość innych państw.
Jesienią 1991 doszło do bitwy o Vukovar, w której zniszczona została większość miasta, a ludność cywilna została wypędzona. Vukovar został w listopadzie 1991 zdobyty przez Serbów. W tym też czasie jugosłowiańska armia (w większości rekrutująca się w tych rejonach z Czarnogórców) rozpoczęła blokadę i ostrzał (z ziemi oraz morza) zabytkowego miasta Dubrownik. Głównym celem atakujących była próba przyłączenia tego terenu (oddzielonego od pozostałej części Chorwacji fragmentem wybrzeża należącego do Bośni) do Czarnogóry lub proklamowania separatystycznej nowej Republiki Dubrownickiej. Trwał on do maja 1992 i zakończył porażką armii jugosłowiańskiej, przy jednoczesnym znacznym zniszczeniu miasta.
W maju 1995 armia chorwacka zdołała opanować w ramach operacji „Błysk” wschodnią część Slawonii. W sierpniu tego samego roku armia chorwacka pod dowództwem gen. Antego Gotoviny wraz z policją opanowała w ramach operacji „Burza” całą Republikę Serbskiej Krajiny.